# Выборы в Европейский парламент (2009)
Выборы в Европейский парламент в 2009 году проходили в 27 странах — членах Европейского союза с 4 по 7 июня. Были избраны 736 депутатов, представляющие почти 500 миллионов европейцев, что сделало эти выборы крупнейшими транснациональными выборами в истории. В выборах участвовали как национальные партии (в том числе партии-члены европейских партий), так и независимые кандидаты.

## Ход выборов

### Четверг 4 июня
- Великобритания
- Нидерланды

### Пятница 5 июня
- Ирландия
- Чехия  (1 день)

### Суббота 6 июня
- Италия  (1 день)
- Кипр
- Латвия
- Мальта
- Словакия
- Франция  (заморские территории)
- Чехия  (2 день)

### Воскресенье 7 июня
- Австрия
- Бельгия
- Болгария
- Венгрия
- Германия
- Греция
- Дания
- Испания
- Италия  (2 день)
- Литва
- Люксембург
- Польша
- Португалия
- Румыния
- Словения
- Финляндия
- Франция
- Швеция
- Эстония

## Результаты выборов по странам
Результаты выборов следующие:
| ФракцияСтрана  | ЕНП (EPP)                             | ПЕС (PES)       | АДЛЕ (ALDE)              | Зелёные — ЕСА (Greens-EFA) | ЕОЛ/ЛЗС (EUL-NGL)  | НД (ID)      | СЕН (UEN) | Другие (вкл. независимых)  | Кол-во мест | Явка    | Источник             |
| -------------- | ------------------------------------- | --------------- | ------------------------ | -------------------------- | ------------------ | ------------ | --------- | -------------------------- | ----------- | ------- | -------------------- |
| Австрия        | 6 (ÖVP)                               | 5 (SPÖ)         |                          | 2 (Grünen)                 |                    |              |           | 3 (Martin) 2 (FPÖ) 1 (BZÖ) | 19          | 42,2 %  | [ 1 ] [ 2 ] [ 3 ]    |
| Бельгия        | 3 (CD&V) 1 (N-VA) 1 (CDH) 1 (CSP-EVP) | 3 (PS) 2 (SP.A) | 3 (OpenVLD) 2 (MR)       | 1 (Зелёные!) 2 (Эколо)     |                    |              |           | 2 (VB) 1 (LDD)             | 22          | 91 %    | [ 4 ]                |
| Болгария       | 5 (ГЕРБ) 1 (СДС/ДСБ)-Синяя коалиция   | 4 (БСП)         | 3 (ДПС) 2 (НДСВ)         |                            |                    |              |           | 2 (Атака)                  | 17          | 37,49 % | [ 5 ] [ 6 ]          |
| Великобритания |                                       | 13 (LP)         | 11 (LD)                  | 2 (GPEW) 2 (SNP) 1 (PC)    |                    | 13 (UKIP)    |           | 26 (CP) 2 (BNP) 1 (DUP)    | 72          | 34,48 % | [ 7 ] [ 8 ]          |
| Венгрия        | 14 (Fidesz-MPP) 1 (MDF)               | 4 (MSZP)        |                          |                            |                    |              |           | 3 (Jobbik)                 | 22          | 36,28 % | [ 9 ] [ 10 ]         |
| Германия       | 34 (CDU) 8 (CSU)                      | 23 (SPD)        | 12 (FDP)                 | 14 (Grüne)                 | 8 (Linke)          |              |           |                            | 99          | 42,5 %  | [ 11 ]               |
| Греция         | 8 (ND)                                | 8 (PASOK)       |                          | 1 (Greens)                 | 2 (KKE) 1 (SYRIZA) | 2 (LAOS)     |           |                            | 22          | 52,63 % | [ 12 ]               |
| Дания          | 1 (C)                                 | 4 (A)           | 3 (V)                    | 2 (F)                      | 1 (N)              |              | 2 (O)     |                            | 13          | 59,5 %  | [ 13 ]               |
| Ирландия       | 4 (FG)                                | 3 (Lab)         | 3 (FF) 1 (Мариан Харкин) |                            |                    |              |           | 1 (SP)                     | 12          | 57,6 %  | [ 14 ] [ 15 ]        |
| Испания        | 23 (PP)                               | 21 (PSOE)       | 2 (CpE)                  | 1 (EdP)                    | 2 (IU)             |              |           | 1 (UPyD)                   | 50          | 45,81 % | [ 16 ] [ 17 ]        |
| Италия         | 29 (PdL) 5 (UdC)                      | 21 (PD)         | 7 (IdV)                  |                            |                    |              | 9 (LN)    |                            | 72          | 66,5 %  | [ 18 ] [ 19 ]        |
| Кипр           | 2 (DISY)                              | 1 (EDEK)        | 1 (DIKO)                 |                            | 2 (AKEL)           |              |           |                            | 6           | 58,88 % | [ 20 ] [ 21 ]        |
| Латвия         | 1 (Jaunais Laiks)                     | 1 (SC)          | 1 (LPP/LC)               | 1 (ЗаПЧЕЛ)                 | 1 (SC)             | 1 (TB/LNNK)  |           | 2 (PS)                     | 8           | 52,95 % | [ 22 ] [ 23 ]        |
| Литва          | 4 (TS-LKD)                            | 3 (LSDP)        | 1 (DP) 1 (LRLS)          |                            |                    |              | 2 (TT)    | 1 (LLRA)                   | 12          | 20,54 % | [ 24 ]               |
| Люксембург     | 3 (CSV)                               | 1 (LSAP)        | 1 (DP)                   | 1 (déi gréng)              |                    |              |           |                            | 6           | 91 %    | [ 25 ]               |
| Мальта         | 2 (PN)                                | 3 (PL)          |                          |                            |                    |              |           |                            | 5           | 78,8 %  | [ 26 ] [ 27 ]        |
| Нидерланды     | 5 (CDA)                               | 3 (PvdA)        | 3 (VVD) 3 (D66)          | 3 (GL)                     | 2 (SP)             | 2 (CU-SGP)   |           | 4 (PVV)                    | 25          | 36,5 %  | [ 28 ]               |
| Польша         | 25 (PO) 3 (PSL)                       | 7 (SLD-UP)      |                          |                            |                    |              |           | 15 (PiS)                   | 50          | 24,53 % | [ 29 ] [ 30 ]        |
| Португалия     | 8 (PSD) 2 (CDS-PP)                    | 7 (PS)          |                          |                            | 2 (CDU) 3 (BE)     |              |           |                            | 22          | 36,48 % | [ 31 ]               |
| Румыния        | 10 (PD-L) 3 (UDMR) 1 (Елена Бэсеску)  | 11 (PSD/PC)     | 5 (PNL)                  |                            |                    |              |           | 3 (PRM)                    | 33          | 27,67 % | [ 32 ]               |
| Словакия       | 2 (SDKÚ-DS) 2 (KDH) 2 (SMK-MKP)       | 5 (Smer)        |                          |                            |                    |              | 1 (SNS)   | 1 (LS-HZDS)                | 13          | 19,63 % | [ 33 ] [ 34 ]        |
| Словения       | 2 (SDS) 1 (NSi)                       | 2 (SD)          | 1 (LDS) 1 (Zares)        |                            |                    |              |           |                            | 7           | 20,40 % | [ 35 ] [ 36 ]        |
| Финляндия      | 3 (Kok.) 1 (KD)                       | 2 (SDP)         | 3 (Kesk.) 1 (SFP)        | 2 (Vihr.)                  |                    |              |           | 1 (PS)                     | 13          | 40,3 %  | [ 37 ]               |
| Франция        | 29 (UMP)                              | 14 (PS)         | 6 (MD)                   | 14 (EE)                    | 5 (FG)             | 1 (Libertas) |           | 3 (FN)                     | 72          | 40,48 % | [ 38 ] [ 39 ]        |
| Чехия          | 2 (KDU-ČSL)                           | 7 (ČSSD)        |                          |                            | 4 (KSČM)           |              |           | 9 (ODS)                    | 22          | 28,22 % | [ 40 ] [ 41 ]        |
| Швеция         | 4 (M) 1 (KD)                          | 5 (S)           | 3 (FP) 1 (C)             | 2 (MP)                     | 1 (V)              |              |           | 1 (PP)                     | 18          | 43,8 %  | [ 42 ]               |
| Эстония        | 1 (IRL)                               | 1 (SDE)         | 1 (RE) 2 (KE)            |                            |                    |              |           | 1 (Индрек Таранд)          | 6           | 43,9 %  | [ 43 ] [ 44 ] [ 45 ] |
| Итого          | 264 (−24)                             | 161 (-56)       | 83 (-17)                 | 53 (+10)                   | 34 (-8)            | 18 (-4)      | 14 (-30)  | 110 (+80)                  | 736         | 43,1 %  |                      |

## Российская Федерация и выборы в Европарламент (2009)
По сообщению «Российской Газеты» сопредседатель комитета парламентского сотрудничества Россия-ЕС, заместитель Председателя Комитета по международным делам Госдумы РФ Андрей Климов (Единая Россия) сказал следующее о результатах выборов:

Короче говоря, вскоре в Брюсселе и Страсбурге будет заседать парламент с неясными пока полномочиями, где депутаты, избранные по очевидно разным правилам, будут иметь равные права и реально определять будущее Европейского союза.
Могу себе представить, что бы сказали о выборах в российскую Государственную Думу, если бы они проходили на основе не вступившей в силу конституции, да ещё по разным правилам в разных российских регионах. Например, в Москве можно было бы голосовать одному гражданину вместо другого по доверенности (как в Бельгии), в какой-нибудь республике к избирательным урнам не допускались бы её жители, предпочитающие свой родной язык общегосударственному, а, скажем, на Дальнем Востоке результаты выборов оглашались до того, как проголосуют в Калининграде.
Запутанность законодательства Евросоюза, растущее недовольство тем, как Брюссель борется с новыми вызовами, разочарование в политике традиционных правящих партийных кланов определили многие политические итоги июньских выборов в ЕП. Основная масса европейцев (речь о сотнях миллионов граждан 27 стран) на выборы не пришла. Резко выросла поддержка политиков и партий, которые выражают самые радикальные настроения общества. Например, в Нидерландах второе место занял партийный список во главе с очевидными националистами. И это, несмотря
на невероятные усилия правящих элит, всеми правдами и неправдами, исключить попадание в ЕП подобных радикальных сил.
— Статья "Выборы закончены, забудьте?", "Российская газета", 2009 г.
В Москве надеются, что новый состав Европарламента займет конструктивную позицию по отношению к России, а также внесет свою лепту в становление подлинного стратегического партнерства между Россией и ЕС. Об этом заявил сегодня официальный представитель МИД РФ Андрей Нестеренко.
«Предварительные итоги выборов в Европарламент хорошо известны: это воля народа, каждой из стран, где было проведено голосование», — отметил дипломат. Вместе с тем, сказал он, «мы не могли не обратить внимание на роль протестного электората, который на фоне экономического кризиса способствовал победе представителей ряда маргинальных и радикальных партий, противников объединения Европы».
«Однако основу депутатского корпуса все-таки составят традиционные политические силы», — цитирует Нестеренко ИТАР-ТАСС. "Рассчитываем на продолжение сложившихся регулярных контактов по парламентской линии в рамках Комитета парламентского сотрудничества России и ЕС, — отметил представитель МИД РФ. — Официальные наблюдатели от России на выборах в Европарламент не присутствовали, но на выборах в Брюсселе находилась делегация Госдумы во главе сопредседателем Комитета парламентского сотрудничества Россия-ЕС Андреем Климовым